# Nieuwesluis (Heenvliet)

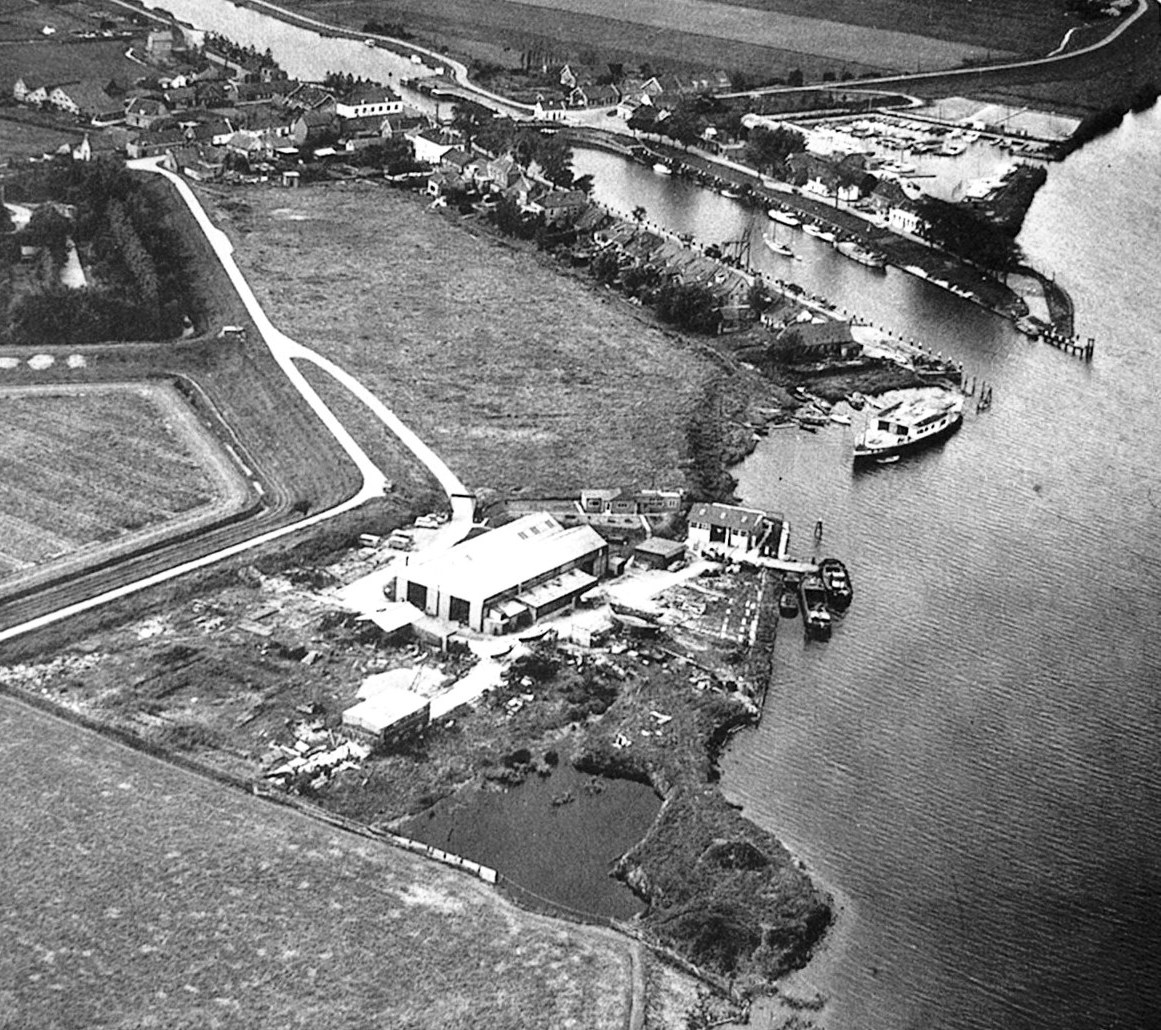
Luchtfoto van Nieuwesluis in de jaren zestig

Nieuwesluis is een verdwenen buurtschap aan de Brielse Maas nabij Heenvliet op het dubbeleiland Voorne-Putten, in de Nederlandse provincie Zuid-Holland. Het telde aan het eind van zijn bestaan zo'n 300 zielen. het plaatsje was te bereiken via de Wieldijk vanaf Heenvliet.
Nieuwesluis was gelegen bij de sluis aan het begin van het Voornse Kanaal dat in 1829 dwars door het eiland Voorne werd gegraven naar Hellevoetsluis. Het kanaal was noodzakelijk voor een goede verbinding van Rotterdam met de Noordzee. Door het drukke scheepvaartverkeer was Nieuwe Sluis, zoals het toen genoemd werd, een levendig plaatsje. Na de aanleg van Nieuwe Waterweg in 1872 werd het veel rustiger. Toen in de jaren vijftig de watersport populair werd leefde Nieuwesluis weer op, er kwam een jachthaven en als een van de eerste dorpen in de regio kreeg het een zwembad.
In de jaren zestig werden zowel het dorp als de omliggende polders opgeslokt door Europoort, een grootschalige uitbreiding van het havengebied van Rotterdam. Het verdween, net als het aan de andere zijde van de Brielse Maas gelegen Blankenburg, van de landkaart. Dat dorp lag op de plek waar nu de Seinehaven ligt.
Het bij Nieuwesluis staande landhuis D'Oliphant is afgebroken en herbouwd aan de Kromme Zandweg te Rotterdam.
Tot 1968 onderhield een voet-/fietsveerpont over de Brielse Maas een verbinding met Blankenburg op het eiland Rozenburg.

## Geboren
- Chris Kalkman (1887-1950), wielrenner